# Leopold I. Habsburški
Leopold I. Habsburški, rimsko-nemški cesar (1658), kralj Ogrske (1655), Češke (1656), Hrvaške in Slavonije (1657), * 9. junij 1640, Dunaj, † 5. maj 1705, Dunaj.
Leopold I. Habsburški, je bil drugi sin Ferdinanda III. († 1656) in španske infantinje Marije Ane Habsburške.
Ferdinand III. zaključi tridesetletno vojno, a mu je bolj kot obnova lastnih ozemelj pomembna smrt sina prvorojenca Ferdinanda IV. (umre 1654), zato na prestol leta 1657 prepusti drugorojencu Leopoldu I., ki je bil precej manj sposoben od Ferdinanda IV. Leopold I. si je prizadeval vzpostaviti položaj absolutističnega vladarja in tako stopal v spore z ogrskim in hrvaškim plemstvom, kar je povzročilo proticesarsko zaroto (1664–70), ki sta jo v zadnji fazi vodila hrvaška plemiča Peter Zrinjski in Franjo Krsto Frankopan, pri njej pa je sodeloval tudi Ivan Erazem Tattenbach. Izkazal se je v vojnah in obrambi pred Turki, ter je izpod njih osvojil velike predele Ogrske, nakar je 1687 ogrski državni zbor priznal Habsburžanom dedno pravico do krone. 
Gospodarstvo države je po tridesetletni vojni izčrpano in okreva le zelo postopno. Davčnih reform, ki bi stanje spremenile, ni. Leopold I. tekmuje s svojim bratrancem Bourbonom Henrikom IV., ki svojega sina Ludvika XIII. poroči z Ludvikovo sestro Ano Avstrijsko. Zaradi slabih življenskih razmer državo za časa njegovega vladanja pretreseta dve epidemiji kuge (1680 in 1682), kot tudi preganjanje čarovnic. Slovensko ozemlje v njegovem času prizadene ogrska državljanska vojna zaradi upora proti vladarjevemu absolutizmu ter protireformaciji, med katero so uničeni Ljutomer, oblegani sta bili tudi Radgona in Ormož. 
Leta 1705 ga po smrti nasledi Jožef I. Habsburški, ki je sicer bolj preudaren od Leopolda I., a nadaljuje habsburško politiko nepopustljivosti. 

## Družinsko življenje
Poročen je bil trikrat. Prvič z Margareto Terezijo Habsburško (svojo sestrično po materi), drugič s Klavdijo Felicitas Habsburško. V teh dveh zakonih s sorodnicama ni dobil moških potomcev. 
V zakonu s tretjo ženo Eleonoro-Magdaleno Pfalško-Neuburško je dobil 10 otrok, od tega sta dva postala rimsko-nemška cesarja:
- Jožef (1678–1711)
- Karel (1685–1740)

ter:
- Kristina (1679–1679)
- Marija Elisabeta (1680–1741)
- Leopold Jožef (1682–1684)
- Marija Ana (1683–1754)
- Marija Teresia (1684–1696)
- Marija Antonija (1686–1692)
- Marija Jožefa (1687–1703)
- Marija Magdalena (1689–1743)
- Marija Margareta (1690–1691)